# Эстасьон-Сентраль

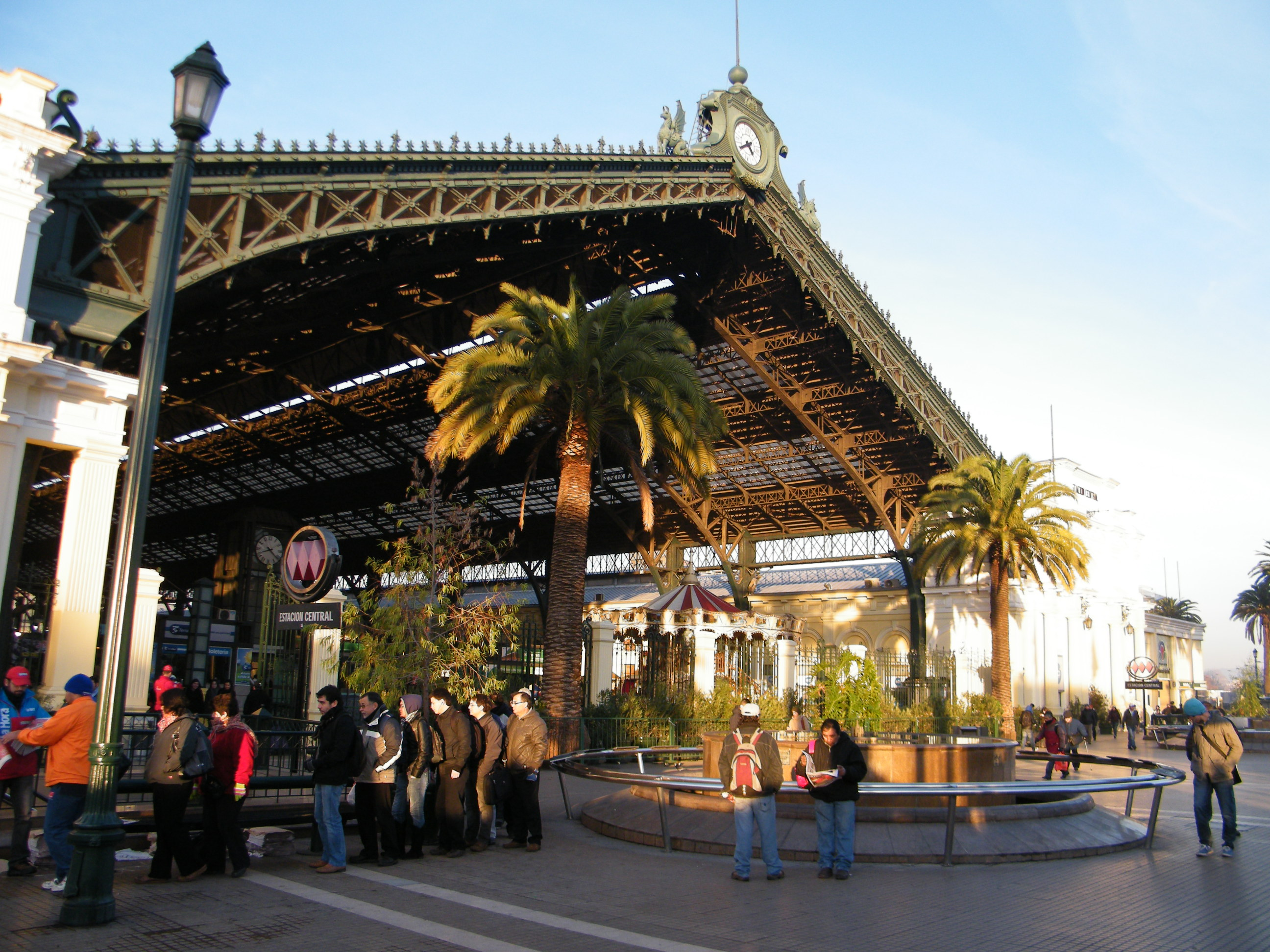

Эстасьон-Сентраль (исп. Estación Central) — коммуна в Чили. Одна из городских коммун города Сантьяго. Коммуна входит в состав провинции Сантьяго и Столичной области.
Территория — 15 км². Численность населения — 147 041 житель (2017). Плотность населения — 9802,7 чел./км².

## Расположение
Коммуна расположена на западе города Сантьяго.
Коммуна граничит:
- на севере — c коммуной Кинта-Нормаль
- на востоке — с коммуной Сантьяго
- на юге — c коммунами Педро-Агуирре-Сердо, Серрильос
- на юго-западе — c коммуной Сан-Бернардо
- на западе — c коммуной Пудауэль
- на северо-западе — c коммуной Ло-Прадо

## Демография
Согласно сведениям, собранным в ходе переписи 2017 г. Национальным институтом статистики (INE),  население коммуны составляет:
| Полное население                          | Полное население                          | Полное население                          | Полное население                          | Полное население                          | 147 041 |
| ----------------------------------------- | ----------------------------------------- | ----------------------------------------- | ----------------------------------------- | ----------------------------------------- | ------- |
| в том числе:                              | Городское население                       | 147 041                                   | Процент городского населения, %           | 100,00                                    |         |
|                                           | Сельское население                        | 0                                         | Процент сельского населения, %            | 0,00                                      |         |
|                                           | Мужское население                         | 73 458                                    | Процент мужского населения, %             | 49,96                                     |         |
|                                           | Женское население                         | 73 583                                    | Процент женского населения, %             | 50,04                                     |         |
| Плотность населения, чел./км²             | Плотность населения, чел./км²             | Плотность населения, чел./км²             | Плотность населения, чел./км²             | Плотность населения, чел./км²             | 9802,7  |
| Население коммуны в % к населению области | Население коммуны в % к населению области | Население коммуны в % к населению области | Население коммуны в % к населению области | Население коммуны в % к населению области | 2,07    |

| Динамика изменения населения коммуны | Динамика изменения населения коммуны | Динамика изменения населения коммуны | Динамика изменения населения коммуны |
| ------------------------------------ | ------------------------------------ | ------------------------------------ | ------------------------------------ |
| 1992                                 | 2002                                 | 2012                                 | 2017                                 |
| 140 896                              | 1 303 94▼                            | 119 292▼                             | 147041▲                              |